# Zweizeilige Segge
Die Zweizeilige Segge (Carex disticha), auch Kamm-Segge, Kammsegge oder Zeilen-Segge genannt, ist eine Pflanzenart aus der Gattung Seggen (Carex) innerhalb der Familie der Sauergrasgewächse (Cyperaceae).

## Beschreibung

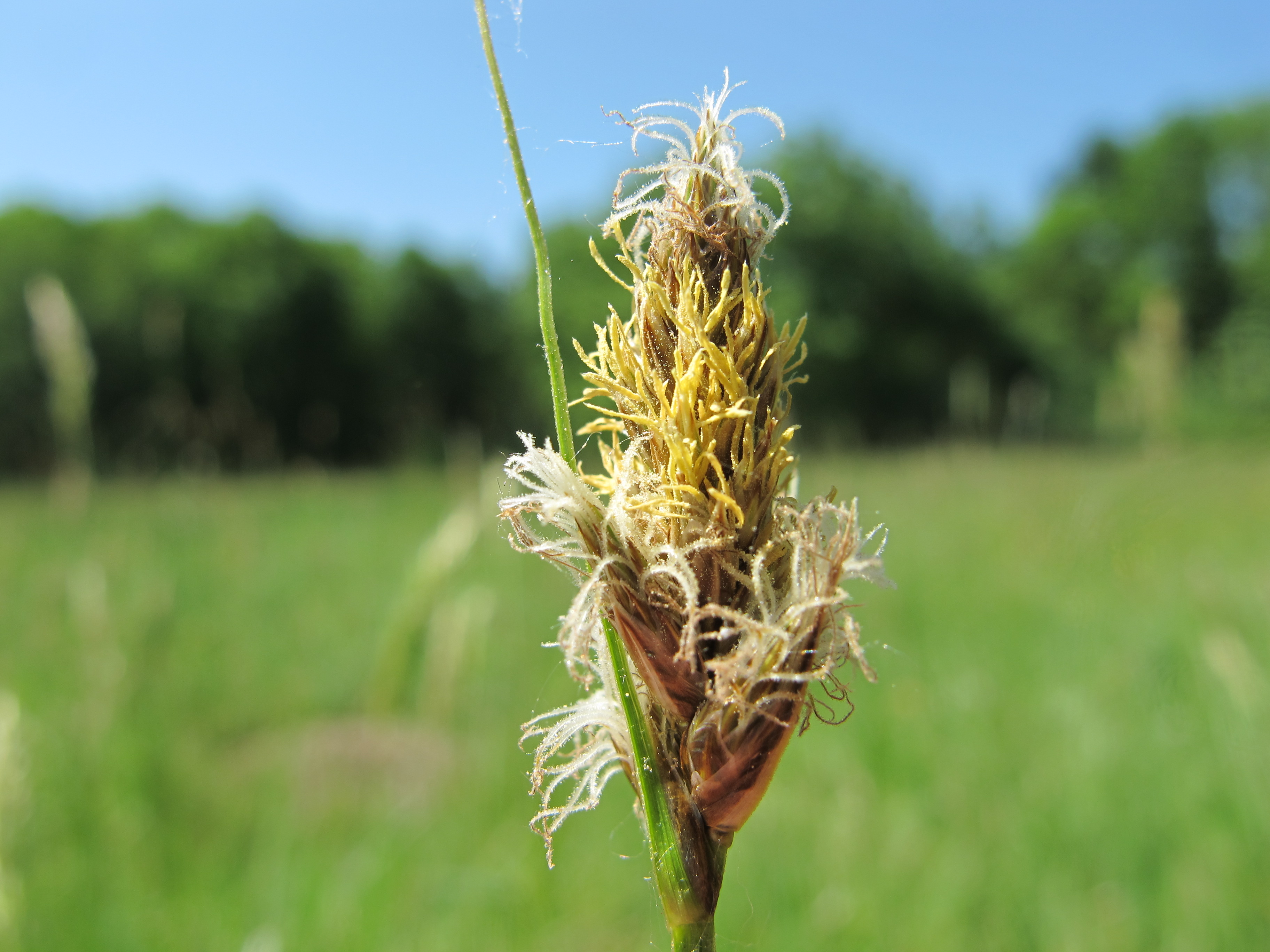
Blütenstand

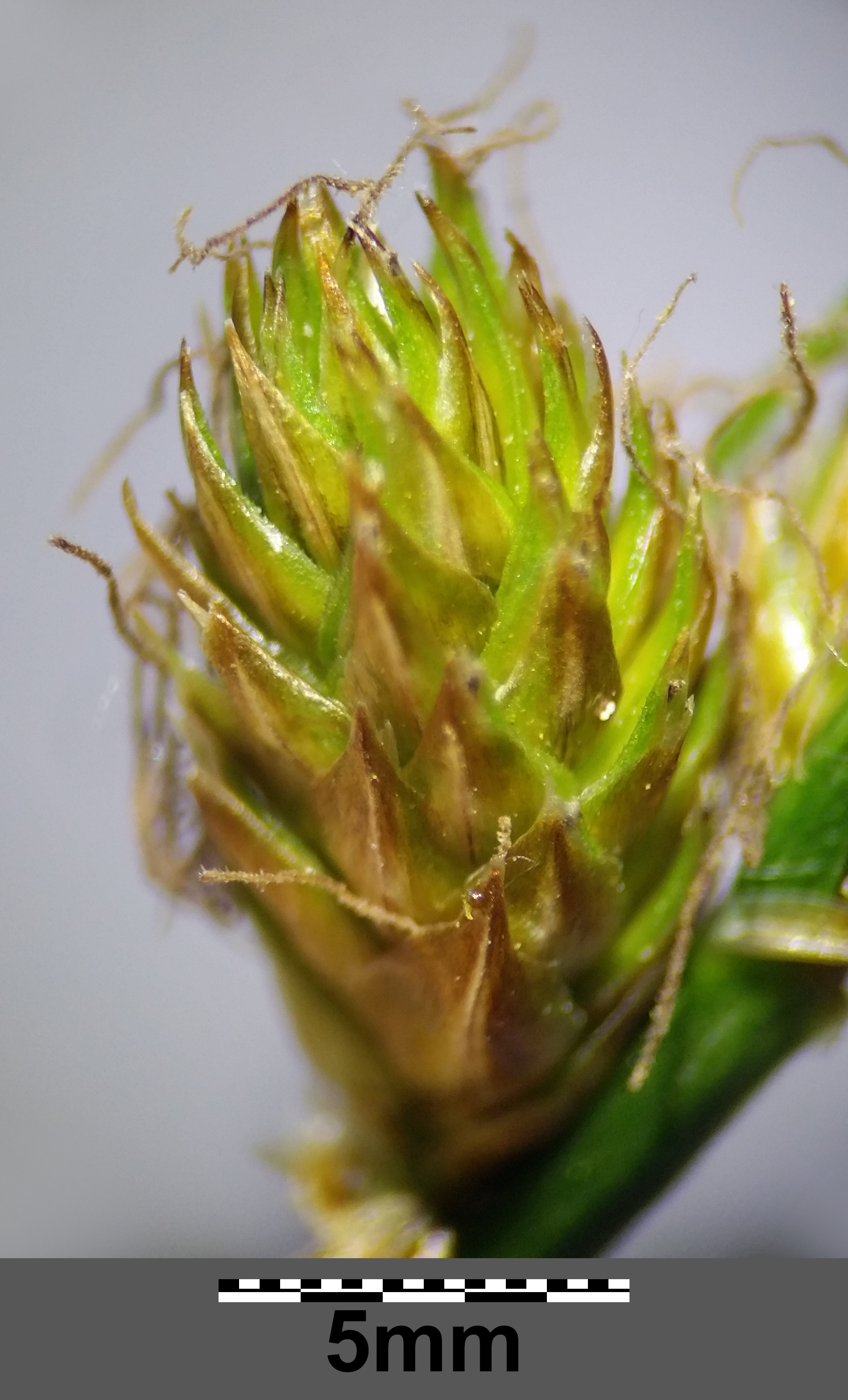
Ährchen

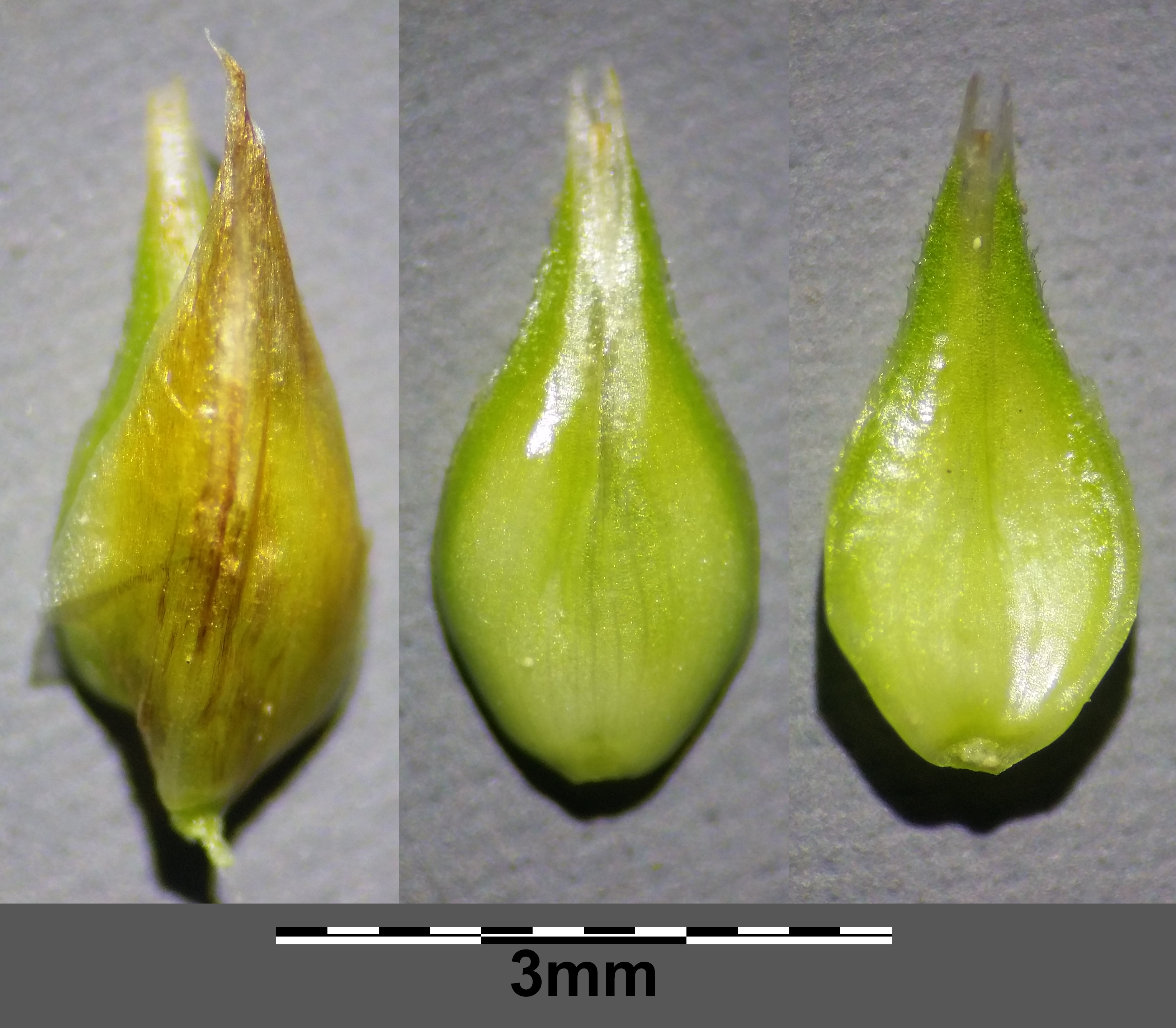
Schläuche

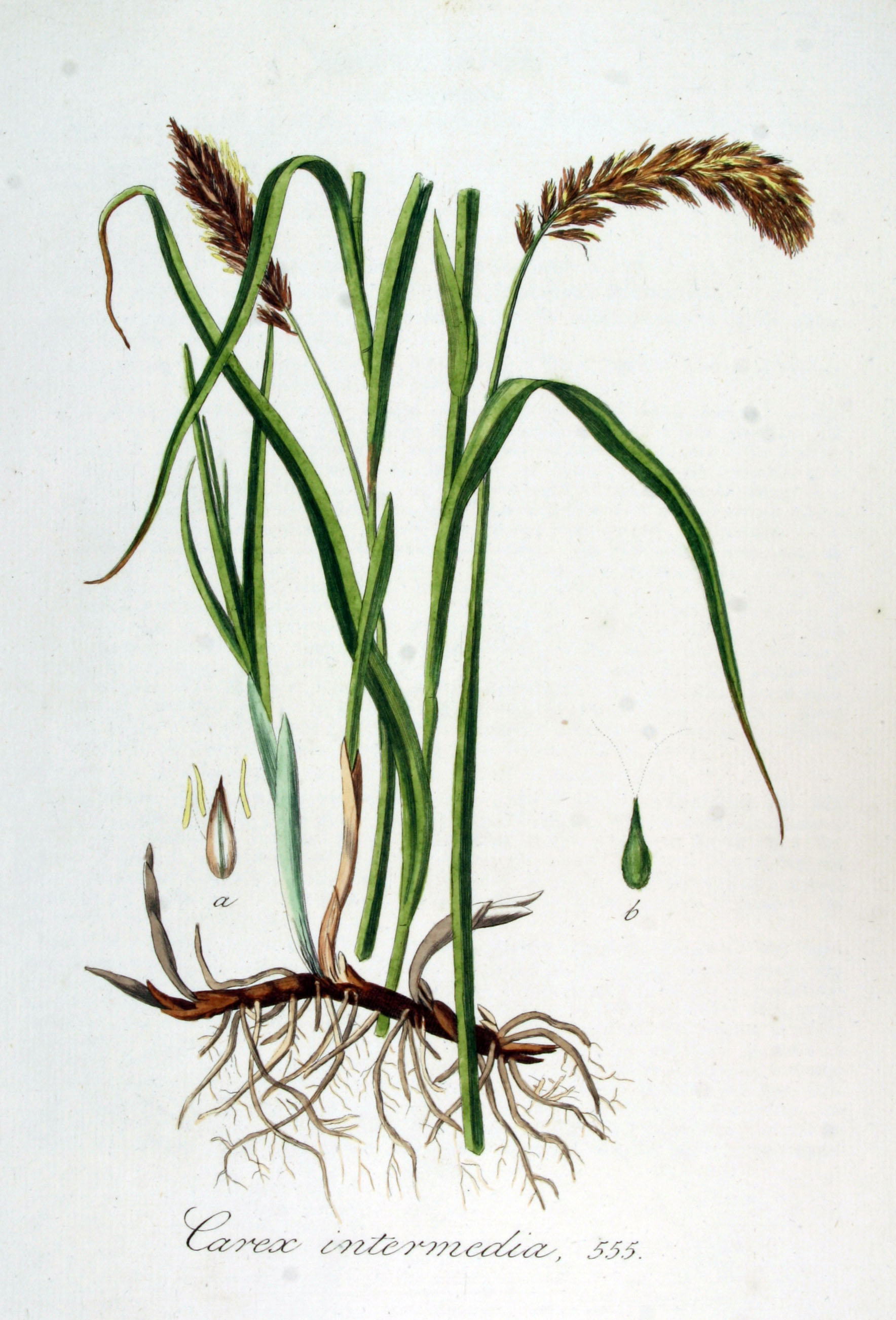
Illustration aus Flora Batava, Volume 7

### Vegetative Merkmale
Die Zweizeilige Segge ist eine sommergrüne, ausdauernde, krautige Pflanze, die Wuchshöhen von 20 bis 70, selten bis zu 100 Zentimetern erreicht. Sie bildet charakteristische lange Ausläufer. Der Durchmesser der Rhizome beträgt 2 bis 3 Millimeter. Das Rhizom ist von braunen bis schwarz-braunen, borstig zerfasernden Niederblättern bedeckt. Sowohl der oben raue Stängel als auch die Blätter sich aufgerichtet. Zur Zeit der Fruchtreife kann der Stängel jedoch leicht überhängen. Er ist bis 2 Millimeter dick, bis zur Mitte hinauf beblättert, unter dem Blütenstand scharf dreikantig und am Grund von braunen Blattscheiden umgeben. Die Vorderseite der Blattscheide ist grünnervig. Ein grünnerviges Blatthäutchen mit Scheidenhaut ist also vorhanden. Die Laubblätter sind 2 bis 4 Millimeter breit, flach oder etwas rinnig und an den Rändern und am Rückenkiel rau.

### Generative Merkmale
Die Blütezeit reicht von Mai bis Juni. Der 3 bis 7 Zentimeter lange Blütenstand enthält 10 bis 25 Ährchen. Die Ährchen stehen undeutlich zweizeilig (eher dreizeilig).  Die oberen und unteren Ährchen sind meist rein weiblich und nur die in der Mitte männlich. Daher wirkt der Ährenstand zur Fruchtreife in der Mitte eingeschnürt. Die Verteilung der Geschlechter im Blütenstand kann jedoch variieren. Die weiblichen Ährchen sind bei einer Länge von bis zu 15 Millimetern sowie einer Breite von etwa 5 Millimetern eiförmig bis länglich-eiförmig. Die weiblichen Ährchen sind länger und später auch viel breiter als die männlichen Ährchen. Die Spelzen der weiblichen Blüten sind 4 bis 5 Millimeter lang, bis zu 2 Millimeter breit, zugespitzt, hell-braun bis rot-braun, mit heller getöntem Kiel und schmalem Hautrand. Die Spelzen der männlichen Blüten sind lanzettlich, länger, schmaler und heller. Die Schläuche sind eiförmig oder eiförmig-lanzettlich mit zugespitztem oberen Ende, zuletzt etwas länger als die Spelzen, 4 bis 5 Millimeter lang, etwa 2 Millimeter breit und plankonvex. Die Schläuche sind kurz gestielt, oben allmählich in den ziemlich langen, etwas nach innen gekrümmten, zweizähnigen Schnabel verschmälert und an den Rändern von unterhalb der Mitte bis zur Spitze schmal geflügelt. Sie sind hell- bis dunkel-braun. Jeder Fruchtknoten trägt zwei Narben.
Die oliv-grünw bis hell-braune Frucht ist bei einer Länge von etwa 2 Millimetern sowie einer Breite von etwa 1 Millimeter eiförmig.
Die Chromosomenzahl beträgt 2n = 62.

## Ökologie
Durch den Wind erfolgt sowohl die Bestäubung (Anemophilie) als auch die Ausbreitung der Diasporen (Anemochorie) der Zweizeiligen Segge. Sie vermehrt sich jedoch auch vegetativ mit Hilfe ihres Rhizoms und ihrer unterirdischen Ausläufer.

## Vorkommen
Die Zweizeilige Segge ist in Europa und Westasien bis hin nach China verbreitet. Auch in Nordafrika kommt sie vor. Im nordöstlichen Nordmerika sie ein Neophyt. Sie kommt in ganz Deutschland relativ häufig vor, nur in den Gebirgen und im Mitteldeutschen Trockengebiet ist sie selten. Sie kommt in Mitteleuropa von den Tieflagen bis zu mittleren Gebirgslagen bis in Höhenlagen von etwa 1000 Metern vor.
Die Zweizeilige Segge gedeiht auf staunassen oder sickernassen, zeitweise überschwemmten, nährstoffreichen und basenreichen, meist kalkhaltigen, mild humosen Ton- oder tonigen Sandböden.  Sie ist ein Bestandteil von Großseggenrieden und kommt vor allem an Ufern von verlandeten Gewässern und in extensiv genutzten Feuchtwiesen vor. Sie kommt besonders in Pflanzengesellschaften des Verbands Magnocaricion vor, etwa im Caricetum gracilis.
Die ökologischen Zeigerwerte nach Landolt et al. 2010 sind in der Schweiz: Feuchtezahl F = 4+w+ (nass aber stark wechselnd), Lichtzahl L = 4 (hell), Reaktionszahl R = 4 (neutral bis basisch), Temperaturzahl T = 3+ (unter-montan bis ober-kollin), Nährstoffzahl N = 3 (mäßig nährstoffarm bis mäßig nährstoffreich), Kontinentalitätszahl K = 3 (subozeanisch bis subkontinental), Salztoleranz = 1 (tolerant).

## Taxonomie
Die Erstveröffentlichung von Carex disticha erfolgte 1762 durch William Hudson in Flora anglica, S. 347–348. Synonyme für Carex disticha Huds. sind: Carex intermedia Gooden., Carex modesta J.Gay, Carex grossheimii V.I.Krecz.